# О Саре
«О Саре» (швед. Om Sara) — шведская кинодрама 2005 года режиссёра Отмана Карима. На XXVIII Московском международном кинофестивале (2006) фильм получил главный приз — «Золотого святого Георгия».
Главную роль в фильме сыграла финская актриса Линда Цилякус (род. 1977).

## Сюжет
Фильм рассказывает про десять лет из жизни Сары. В начале ей около двадцати, у неё только что умер отец и теперь ей надо искать работу, начинать взрослую жизнь. Её мать переезжает в дом престарелых, а домик, в котором Сара выросла, они вынуждены продать. В конце фильма Саре около тридцати — она купила и отремонтировала этот домик, и теперь живёт в нём. Все эти годы она жила по принципу «справлюсь сама», став успешной деловой женщиной, способной в сфере бизнеса действовать жёстко и эффективно. Но в личной жизни успехов у неё немного — дважды она начинала семейную жизнь и оба раза отношения драматично заканчивались. Драматична и третья попытка найти личное счастье, но уже есть надежда…

## В ролях
| Актёр               | Роль      |
| ------------------- | --------- |
| Линда Цилякус       | Сара      |
| Александр Скарсгард | Калле     |
| Хуго Эмретссон      | Стефан    |
| Александр Карим     | Пелле     |
| Сив Эриксон         | мама Сары |

## Дополнительная информация
По словам режиссёра, идея картины возникла у него во время съёмок документальных фильмов, в которых он встречался с женщинами разного возраста и беседовал с ними об их жизни.
Фильм снимался в Ландскруне, Мальмё и Хельсингборге в августе-сентябре 2004 года.
Несмотря на то, что фильм получил главный приз на Московском международном кинофестивале, в российский прокат он так и не вышел.